# Braulio Arenas
Pour les articles homonymes, voir Arenas.
Braulio Arenas, né le 4 avril 1913 à La Serena (Chili) et mort le 12 mai 1988 à Santiago (Chili), est un poète et écrivain chilien, fondateur du groupe surréaliste Mandrágora.

## Biographie
Braulio Arenas vit la majeure partie de sa jeunesse dans le nord du Chili et déménage à Talca pour étudier pendant son adolescence. Lors de son séjour dans cette ville, il rencontre notamment Teófilo Cid (1914-1964) et Enrique Gómez Correa, et participe avec eux à des activités littéraires.
Des années plus tard, il entreprend des études de droit à Santiago, qu'il abandonne rapidement pour se consacrer à l'écriture. Grâce à Eduardo Anguita, il rencontre Vicente Huidobro, père du mouvement littéraire « créationnisme », qui contestait les innovations littéraires avec Dada et le surréalisme. Influencé par ces courants européens, Arenas fonde avec quelques amis, en 1938, le groupe surréaliste Mandrágora. Ce cercle soutenait le gouvernement du Front populaire. La même année, une de ses nouvelles, Géhenne, est publiée dans Antología del verdadero cuento en Chile de Miguel Serrano.
Arenas a reçu en 1984 le Prix national chilien de littérature, remportant une certaine reconnaissance bien que ses œuvres connaissent des éditions confidentielles (souvent moins de 800 exemplaires).

## Travaux
- El mundo y su doble, 1940
- La mujer mnemotécnica, 1941
- Luz adjunta, 1950
- La simple vista, 1950
- En el océano de nadie, narraciones, 1951
- La gran vida, 1952
- El pensamiento transmitido, 1952
- Discurso del gran poder, 1952
- Ancud, Castro y Achao, 1953
- El cerro Caracol, narraciones, 1956
- Versión definitiva, 1956
- El a g c de la Mandrágora, 1957
- Poemas 1934-1959, 1959
- Adiós a la familia, roman, 1961 (réédité par Editorial Universitaria en 2000)
- La casa fantasma, 1962
- Vicente Huidobro y el creacionismo, ensayos, 1964
- El juego de ajedrez, o, Visiones del país de las maravillas, 1966
- Pequeña meditación al atardecer en un cementerio junto al mar, 1966
- El castillo de Peth, novela, 1969
- La endemoniada de Santiago, novela, 1969
- En el mejor de los mundos, antología poética 1929-1969 ; 1970
- Samuel, comedia en dos actos, 1970
- El laberinto de Greta, novela, 1971
- Los mozos de Monleón, narraciones, 1971
- La promesa en blanco, novela, 1972
- Actas surrealistas, ensayo, 1974
- Berenice: la idea fija, novela, 1975
- Los esclavos de sus pasiones, novela, 1975
- El cantar de Rolando, ensayo, 1975
- El pintor Morales Jordán, ensayo, 1975
- Una mansión absolutamente espejo deambula por una mansión absolutamente imagen, 1978
- Los sucesos de Budi, novela, 1980
- La situación física del castillo kafkiano, 1980
- Escritos y escritores chilenos, ensayos, 1982
- Visiones del pais de las maravillas, 1983
- Los dioses del Olimpo, leyendas, 1983
- La promesa en blanco, novela, 1984
- Sólo un día del tiempo. Crónica del año 1929, 1984
- Escritos mundanos, 1985
- Memorándum chileno, 1987
- Realidad desalojada, 2009
- La casa fantasma y otros poemas, 2012